# باربرا والتر
باربرا ف. والتر باحثة سياسية أمريكية. اشتهرت بعملها في نظرية المساومة والعنف السياسي، وخاصة اندلاع الحرب الأهلية وحلها، ومنطق العنف الإرهابي. منذ عام 2012، كانت عضوة في مجلس العلاقات الخارجية.

## النشأة والوظيفة

### تعليم
حصلت والتر على درجة البكالوريوس في العلوم السياسية والألمانية من جامعة باكنيل عام 1986، والماجستير عام 1991 والدكتوراه عام 1994 في العلوم السياسية من جامعة شيكاغو. أكملت زمالات ما بعد الدكتوراه في معهد أولين للدراسات الإستراتيجية بجامعة هارفارد، وفي معهد الحرب والسلام بجامعة كولومبيا.

### حياة مهنية
انضم والتر إلى هيئة التدريس في كلية الدراسات العليا للعلاقات الدولية ودراسات المحيط الهادئ بجامعة كاليفورنيا، سان دييغو في عام 1996. من عام 2012 حتى عام 2014، كانت عميدًا مشاركًا. في عام 2012، شارك والتر في تأسيس (مع إيريكا تشينويث) مدونة «عنف سياسي @ نظرة سريعة»، والفائزة بأفضل مدونة واعدة لعام 2013 لجمعية الدراسات الدولية، وأفضل مدونة جماعية لهذا العام في 2014، وأفضل مشاركة مدونة من العام في كل من 2013 و 2014.
والتر عضو في هيئة تحرير لمجلة مراجعة علوم السياسة الأمريكية، ومجلة السياسة، والمنظمة الدولية، ومجلة حل النزاعات، والدراسات الدولية الفصلية. حصلت على جوائز من مؤسسة العلوم الوطنية ومؤسسة كارنيغي في نيويورك ومؤسسة غوغنهايم ومعهد الولايات المتحدة للسلام ومؤسسة سميث ريتشاردسون.